# Число Бонда
Число Бонда (рос. число Бонда; англ. Bond number; нім. Bond-Zahl f)- критерій подібності — міра відношення сили тяжіння fg і сили поверхневого натягу fσ:
Bo = fg/fσ
Назване на честь англ. фізика Вілфріда Ноеля Бонда (Wilfrid Noel Bond).
Число Бонда по суті еквівалентне Числу Етвеша. Першим більше користуються у США, другим — у Європі.